# Barbitistes fischeri
Barbitistes fischeri is een rechtvleugelig insect uit de familie sabelsprinkhanen (Tettigoniidae). De wetenschappelijke naam van deze soort is voor het eerst geldig gepubliceerd in 1854 door Yersin.
1. ↑  (en) Barbitistes fischeri op de IUCN Red List of Threatened Species.